# Avenida Jornalista Aderbal Gaertner Stresser
A Avenida Jornalista Aderbal Gaertner Stresser, localizada na capital paranaense, é uma homenagem ao jornalista Adherbal Stresser.
Esta avenida é uma das principais vias do Conjunto Residencial Mercúrio, residencial este construído em meados da década de 1970, no extremo leste da capital paranaense e pertencente ao bairro Cajuru. O conjunto foi projetado e construído pela Cohalar (Cooperativa Habitacional de Integração dos Assalariados de Curitiba) e financiado pelo antigo BNH (Banco Nacional de Habitação).
Possui uma extensão de 1.267 metros e inicia-se na rodovia BR 277, mais especificamente, na Rua Dr. Petrônio Romero de Souza e termina de frente para a linha férrea. A “Aderbal” é composta por duas pistas auto-rolantes e o seu canteiro central é composto por gramado e árvores. Somente após o Jardinete Irmã Beatriz Comparin (no cruzamento com a Rua Deputado Acyr José) a avenida se transforma em uma rua de duas mãos em seus últimos 167 metros.
Os imóveis de frente para a avenida são poucos e na grande maioria residenciais, salvo pequenos comércios.

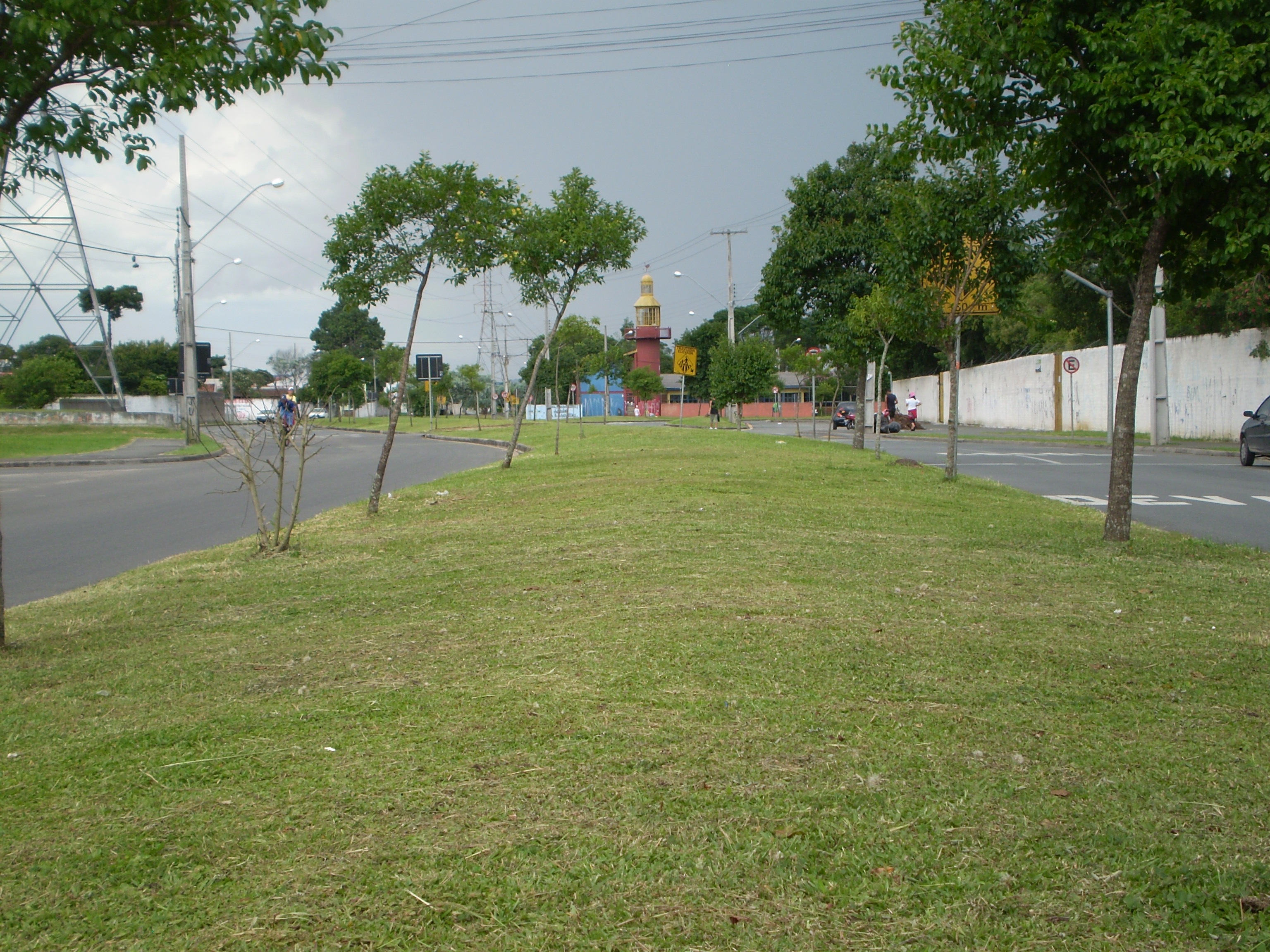
Avenida Jorn. Aderbal Gaertner Stresser, principal via do Conjunto Residencial Mercúrio. Ao fundo o Farol do Saber Emiliano Perneta no pátio da Escola Municipal Irati e na direita (muro branco) o Colégio Estadual Professor Nilo Brandão.

## História
Com a construção do Conjunto Residencial Mercúrio houve a inauguração da ”Aberbal Stresser”, portanto, até o momento é a única denominação desta via.
A lei ordinária n° 5039/1974 foi assinada em 16 de dezembro de 1974 pelo então prefeito Jaime Lerner, aproximadamente um ano e dois meses após a morte do jornalista que ajudou a criar jornais e televisões no estado do Paraná.

## Ligação externa
- Avenida Jornalista Aderbal Gaertner Stresser no WikiMapia

- Mapa oficial do Bairro – Fonte IPPUC

- SPL - Sistema de Proposições Legislativas da Câmara Municipal de Curitiba – Lei Ordinária n° 5039/1974